# Bílý Potok
Bílý Potok – gmina w Czechach, w powiecie Liberec, w kraju libereckim. Według danych z dnia 1 stycznia 2013 liczyła 697 mieszkańców.